# 励起状態
量子力学において、励起状態（れいきじょうたい、英: Excited state）は、（原子、分子、あるいは原子核といった）系のハミルトニアンの固有状態のうち、基底状態より高いエネルギーの全ての固有状態（量子状態）を指す。励起（Excitation）は、光、熱、電場、磁場などの外場によって引き起こされる。励起により、基底状態にあった固有状態は励起状態へ、励起状態にあった固有状態はより高いエネルギーを持った励起状態へ移る。
励起を引き起こすものは、上記以外にも電子や陽子、中性子、分子、イオンの入射、衝突や、フォノンなどによる励起もある。
密度汎関数法に基づくバンド計算では、励起状態が正しく求まる保証がない（→密度汎関数法参照）。

## 原子の励起
この概念の単純な例として水素原子について考える。
水素原子の基底状態は、原子の単一の電子が可能な最低オービタル（すなわち、球対称な "1s" 波動関数。これは可能な最も低い量子数の組み合わせを持つ）にあることに相当する。原子に追加のエネルギーを（例えば、適切なエネルギーのフォトンの吸収によって）与えることで、電子は励起状態（1つ以上の量子数が基底状態よりも大きい状態）に移ることができる。フォトンが過大なエネルギー（水素原子のイオン化エネルギー以上のエネルギー）を持つとすると、電子は原子に束縛されなくなり、原子はイオン化する。
励起後、原子は特徴的なエネルギーを持つフォトンを放出することによって基底状態あるいはより低い励起状態に戻る。様々な励起状態にある原子からのフォトンの放出によって一連の特徴的な輝線（水素原子の場合は、ライマン系列、バルマー系列、パッシェン系列、ブラケット系列など）を示す電磁スペクトルがもたらされる。
高励起状態にある原子はリュードベリ原子と呼ばれる。高度に励起された原子の系は寿命の長い凝集励起状態（例えば、完全に励起原子から構成される凝集相: リュードベリ物質）を形成できる。水素は熱または電気によっても励起されうる。

## 励起状態の計算
励起状態は結合クラスター法、メラー＝プレセット摂動理論、多配置自己無撞着場、配置間相互作用、多参照配置間相互作用法、時間依存密度汎関数法を使って計算されることが多い。

## 反応
励起状態の形成の帰結として、励起状態にある原子または分子の反応が起こりうる。

## 基本的励起状態
- 電子
- フォトン - 電磁波
- フォノン - 弾性波
  - 光学フォノン - 光学弾性波
  - 音響フォノン - 音響弾性波
- 励起子 - 分極波
- プラズモン - プラズマ振動波
- マグノン - スピン波

## 励起の混合状態
- フォノン-ポラリトン - フォノン・フォトン間の相互作用
- 励起子ポラリトン - 励起子・フォトン間の相互作用
- プラズモン-フォノン混合状態 - プラズモン・光学フォノン間の相互作用
- ポーラロン - 電子・光学フォノン間の相互作用
- 磁気ポーラロン - 電子スピン・光学フォノン間の相互作用